# راي إل. اولسن
راي إل. اولسن (بالإنجليزية: Ray L. Olsen)‏ هو سياسي أمريكي، ولد في 4 سبتمبر 1904 في بيكر سيتي في الولايات المتحدة، وتوفي في 14 فبراير 1992 في واشنطن في الولايات المتحدة. انتخب عضو مجلس نواب واشنطن.